# Albin Johnsén
Albin Johnsén (ur. 22 lipca 1989 w Boo) – szwedzki piosenkarz, raper i autor piosenek.

## Życiorys

### Kariera muzyczna

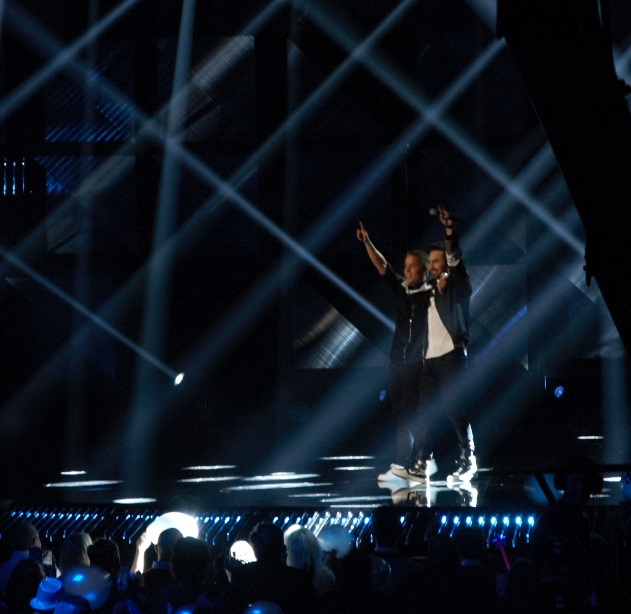
Johnsén i Mattias Andréasson w Melodifestivalen 2016

Rozpoczął karierę muzyczną w 2010. Nawiązał współpracę z Mattiasem Andréassonem, z którym pisał piosenki. Cztery lata później wydał swój debiutancki singiel – „Din soldat”, który nagrał z Kristin Amparo. Utwór dotarł do pierwszego miejsca szwedzkiej listy przebojów oraz zapewnił piosenkarzowi wygraną na gali P3 Guld i nagrodę Grammis za najlepszą szwedzką piosenkę. Następnie wydał singiel „Vilken jävla smäll”, który nagrał z Amparo i który znalazł się na ścieżce dźwiękowej do filmu Den perfekta stöten. W 2014 napisał utwór „Losing Myself Without You” dla Mollie Lindén, uczestniczki 10. edycji programu Idol, a także wydał swój debiutancki minialbum pt. Din soldat.
W 2015 wydał EP-kę pt. Frank i debiutancki album studyjny pt. Dyra tårar, a  Behrang Miri z napisaną przez niego piosenką „Det rår vi inte för” wzięła udział w programie Melodifestivalen 2015. W 2016 z utworem „Rik”, który nagrał w duecie z Andréassonem, wziął udział w programie Melodifestivalen 2016, ale nie dotarł do finału. Po udziale w programie premierę miał album pt. Insomnia, który nagrał z Andréassonem. W kolejnych latach wydał cyfrowo jeszcze dwie solowe płyty: Du & jag för aldrig (2018) i Kärnobyl (2019).

## Dyskografia
Albumy studyjne
- Dyra tårar (2015)
- Insomnia (2016; w duecie z Mattiasem Andréassonem)
- Du & jag för aldrig (2018)
- Kärnobyl (2019)

Minialbumy (EP)
- Din soldat (2014)
- Frank (2015)